# Маковиська (Ясельський повіт)
Маковиська (пол. Makowiska) — село в Польщі, у гміні Новий Змигород Ясельського повіту Підкарпатського воєводства.
Населення — 465 осіб (2011).
У 1975-1998 роках село належало до Кросненського воєводства.

## Демографія
Демографічна структура станом на 31 березня 2011 року:
|          | Загалом | Допрацездатний вік | Працездатний вік | Постпрацездатний вік |
| -------- | ------- | ------------------ | ---------------- | -------------------- |
| Чоловіки | 224     | 54                 | 149              | 21                   |
| Жінки    | 241     | 36                 | 154              | 51                   |
| Разом    | 465     | 90                 | 303              | 72                   |